# Противопожарная дверь
Противопожарная дверь — дверь специального назначения как часть здания или как продукция, обеспечивающая защиту помещений от распространения дыма и огня пожара. Особенностью противопожарной двери как продукции является необходимость укомплектования дверного блока элементами крепления к ограждающей конструкции.

## Классификация
Основной показатель противопожарной двери — это предел огнестойкости, который показывает, как долго противопожарная дверь сможет сохранить свои защитные качества в случае воздействия высоких температур пожара. Предел огнестойкости измеряется в минутах, и может составлять период от 15 минут до 2 часов (120 минут). Предел огнестойкости должен быть подтверждён огневыми испытаниями, проведёнными в уполномоченном испытательном центре в соответствии с действующими национальными стандартами. Двери, успешно выдержавшие испытания, получают Сертификат соответствия. Противопожарная дверь должна иметь маркировку, которая должна содержать информацию о наименовании изделия; наименования изготовителя изделия или данных по происхождению изделия; показателей огнестойкости; принадлежности к определённой партии; принадлежности к применяемому технологическому процессу и других характеристик. Пожаростойкое стекло, используемое как светопрозрачное заполнение, также должно иметь соответствующую маркировку.
При испытаниях предельное состояние дверной системы определяется по следующим характеристикам:
```
Потеря целостности системы (Е) вследствие:
```

- деформации несущей конструкции и проникновение пламени на защищаемую сторону;
- возникновение в конструкции сквозных щелей;
- выпадение полотна двери из коробки или всей дверной коробки из проёма.

```
Потеря теплоизолирующей способности (I) вследствие:
```

- повышения температуры на защищаемой поверхности в среднем более чем на 140 °C относительно температуры до пожара;
- повышения температуры в любой точке двери не более, чем на 180 °C

```
предельное значение переноса излучения (W)
```

Для дверей с площадью светопрозрачного заполнения более 25 % дополнительно нормируется предельное значение переноса излучения (W)при пожаре
- предельное значение 3.5 кВт/м²

Кроме основных характеристик огнестойкости (EI), противопожарная дверь может
- S — литера, свидетельствующая о дымонепроницаемости двери.

Например: Противопожарная дверь с огнестойкостью 1 час и с остеклением менее 25 % должна иметь обозначение EI-60

## Типы
Деревянная противопожарная дверь
Противопожарные двери из дерева обычно изготавливают с использованием каркаса и филёнки более мощного, чем в обычной конструкции. Также деревянная противопожарная дверь может быть оснащена специальным уплотнителем, который имеет способность сдерживать распространение огня и дыма. При длительном воздействии высоких температур и герметизации уплотнитель вспенивается, таким образом, заполняя собой всё внутреннее пространство двери. Внешний вид такой двери практически идентичен классическому прототипу. При изготовлении деревянной противопожарной двери используют коробки из цельного массива, который плотно прикреплён к дверному полотну.
Стальная противопожарная дверь
Стальная противопожарная дверь создаётся при применении двойного фальца и двойного слоя огнестойкого уплотнителя. Двери имеют конструктивную особенность, которая состоит в том, что они обычно имеют дверное полотно с сечением коробчатого вида и обшивается стальными листами, а также фальцем сразу с нескольких сторон. Обшивка фальцем также может варьироваться: быть узкой или достаточно широкой. В стальных противопожарных дверях изоляционный материал, делается с использованием минераловатных плит, которыми заполняется внутреннее пространство двери, таким образом, дверь сдерживает огонь, звук, а также сохраняет тепло внутри помещения. Три стороны короба этого типа противопожарных дверей обшиваются специальным уплотнителем и вспенивающейся прокладкой.
Противопожарная дверь с использованием алюминиевого профиля
Металлическая противопожарная дверь изготавливается на основе алюминия. Этот тип дверей также включает в себя нескольких слоёв. Внутри располагаются теплоизоляционные материалы — чаще всего это минеральная вата, изготовленная из горных пород. Кроме того, внутренний слой противопожарной двери заполняют теплоизоляционными прокладками — терморазрывами, которые позволяют уменьшить теплопередачу.
Противопожарная дверь со светопрозрачным заполнением
В качестве светопрозрачного заполнения противопожарной двери используется пожаростойкое стекло. Предел пожаростойкости стекла должен соответствовать огнестойкости двери. Применение армированного стекла и строительного триплекса в противопожарных дверях не допускается.

## Документы, стандарты
- Федеральный закон от 22.07.2008 № 123-ФЗ «Технический регламент о требованиях пожарной безопасности»
- ГОСТ 30826—2014 «Стекло многослойное. Технические условия»
- ГОСТ Р 53307—2009 «Конструкции строительные. Противопожарные двери и ворота. Метод испытаний на огнестойкость»